# Веркин, Борис Иеремиевич
Борис Иеремиевич Ве́ркин (8 августа 1919, Харьков — 12 июня 1990, там же) — советский физик, академик АН УССР (1972).

## Биография
Отец Иеремий Степанович Веркин (1890—1952) — сотрудник Наркомпроса УССР, учитель физики; мать Мария Константиновна Веркина (урождённая Пряникова) — педагог, учитель географии. Семья жила на улице Плехановской, 19.
С 1940 г., по окончании Харьковского университета, работал в Украинском физико-техническом институте АН УССР (сейчас Национальный научный центр «Харьковский физико-технический институт» (ННЦ ХФТИ)). С 1960 по 1988 — директор Физико-технического института низких температур АН УССР, с 1988 г. — его почётный директор.
Дочь — пианистка Татьяна Веркина.

## Научная деятельность
Труды по физике и технике низких температур (электронные свойства металлов, сверхпроводимость, низкотемпературное (в том числе космическое) материаловедение, криогенная медицина и биология, низкотемпературные жидкости), магнетизму и др. Разработал методы туннельной спектроскопии (1967—1975) и полевой масс-спектроскопии. Доказал возможность кристаллизации молекул РНК и ДНК.
Б. И. Веркин создал во ФТИНТ НАН Украины школу физиков - специалистов в области физики низких температур, в которую входят академики НАН Украины В. В. Еременко и И. М. Дмитренко, член-корреспонденты НАН Украины И. О. Кулик, В. Г. Манжелий, И. К. Янсон, профессора И. В. Свечкарев, И. Я. Фуголь, Ю. П. Благой, Ю. А. Кириченко и др.

### Избранные труды
- Веркин Б. И., Береснев А. В., Удовенко В. Ф. и др. Аппараты для ультрафиолетового облучения крови : Препринт. — Харьков: ФТИНТ, 1986. — 54 с. — 200 экз.
- Веркин Б. И., Большуткин Д. Н., Скловский Ю. Б. Новая «профессия» азота. — Харьков: Прапор, 1985. — 88 с. — 2000 экз.
- Веркин Б. И., Волянский Ю. Л., Марчук Л. М. и др. Синдром приобретенного иммунодефицита (СПИД) : Препринт. — Харьков: ФТИНТ, 1988. — 42 с. — 200 экз.
- Веркин Б. И., Гредескул С. А., Пастур Л. А. и др. Л. В. Шубников и физика низких температур / Ред.: К. А. Кутузова. — М.: Знание, 1989. — 63 с. — (Новое в жизни, науке, технике. Физика ; 7/1989). — 28 315 экз. — ISBN 5-07-000605-3.
- Веркин Б. И., Гринберг Н. М. Влияние вакуума на усталостное разрушение металлов и сплавов : Препринт : в 2-х ч. — Харьков: ФТИНТ, 1979. — 40+38 с.
- Веркин Б. И., Дмитренко И. М., Еременко В. В. и др. Физика конденсированного состояния / Отв. ред. В. Г. Манжелий. — Киев: Наукова думка, 1985. — 279 с. — 1000 экз.
- Веркин Б. И., Дмитриев В. М., Павлюк Р. Ю. и др. Криогенная технология плодовоягодных порошков и порошкообразные смеси для напитков на их основе : Препринт. — Харьков: ФТИНТ, 1986. — 47 с. — 200 экз.
- Веркин Б. И., Жучков М. И., Зиновьев М. В. и др. Экспериментальные униполярные двигатели со сверхпроводниковыми системами возбуждения. — М.: Б. и., 1977. — 4 с. — (Всемирный электротехнический конгресс ВЭЛК. 21-25 июня 1977. Москва. Секция 1. Доклады ; 43).
- Веркин Б. И., Кириченко Ю. А., Михальченко Р. С. и др. Криогенная техника / Под ред. Б. И. Веркина. — Киев: Наукова думка, 1985. — 179 с. — 1600 экз.
- Веркин Б. И., Кириченко Ю. А., Русанов К. В. Теплообмен при кипении в полях массовых сил различной интенсивности. — Киев: Наукова думка, 1988. — 253 с. — 1000 экз. — ISBN 5-12-009345-0.
- Веркин Б. И., Кириченко Ю. А., Русанов К. В. Теплообмен при кипении криогенных жидкостей. — Киев: Наукова думка, 1987. — 258 с. — 1000 экз.
- Веркин Б. И., Манжелий В. Г., Григорьев В. Н. и др. Свойства конденсированных фаз водорода и кислорода : Справочник / Отв. ред. Б. И. Веркин. — Киев: Наукова думка, 1984. — 240 с. — 1600 экз.
- Веркин Б. И., Никитин В. А., Божко К. В. и др. Низкие температуры в стоматологии / Отв. ред. В. Г. Манжелий. — Киев: Наукова думка, 1990. — 271 с. — 3600 экз. — ISBN 5-12-001294-9.
- Веркин Б. И., Никитин В. А., Муринец-Маркевич Б. Н., Григорьева К. В. Криохирургия в стоматологии / Отв. ред. В. Г. Манжелий. — Киев: Наукова думка, 1984. — 159 с. — 2450 экз.
- Веркин Б. И., Пустовалов В. В. Низкотемпературные исследования пластичности и прочности : (Приборы, техника, методы). — М.: Энергоиздат, 1982. — 192 с. — 1800 экз.
- Веркин Б. И., Янсон И. К., Суходуб Л. Ф., Теплицкий А. Б. Взаимодействия биомолекул : Новые эксперим. подходы и методы / Отв. ред. Ю. П. Благой. — Киев: Наукова думка, 1985. — 163 с. — 1000 экз.
- Методы получения и измерения низких и сверхнизких температур : Справочник / Сост.: Б. И. Веркин и др. — Киев: Наукова думка, 1987. — 196 с. — 1800 экз.

## Награды
- орден Ленина
- орден Отечественной войны I степени
- орден Октябрьской Революции
- орден Трудового Красного Знамени
- орден «Знак Почёта»
- девять медалей
- Государственная премия СССР (1978)
- Государственная премия Украинской ССР в области науки и техники (1973)
- Почётная грамота Президиума Верховного Совета Украинской ССР.

## Память
- Именем Б. И. Веркина назван Институт низких температур, которым он руководил, а также улица в Харькове, примыкающая к его территории.
- В честь Б. И. Веркина назван астероид (18287) Веркин.